# Picarbutrazox
Picarbutrazox eine chemische Verbindung und ein Fungizid, das von Nippon Soda entwickelt und 2017 auf den Markt gebracht wurde.

## Eigenschaften und Verwendung
Picarbutrazox ist ein geruchloser, weißer Feststoff. Es wirkt als Fungizid selektiv gegen Befall von Eipilzen in der Landwirtschaft. Anwendung findet es als Saatgutbehandlungsmittel im Mais- und Sojaanbau, wo es gegen Phytophthora und Pythium wirken soll. Der Wirkstoff hat einen neuen, noch unbekannten Wirkmechanismus. Außerdem sind noch keine Resistenzen bekannt.

## Zulassung
Picarbutrazox ist in der Europäischen Union und in der Schweiz nicht als Pflanzenschutzwirkstoff zugelassen (Stand 2025).
In den USA wurde die Zulassung beantragt.